# Brezal de Gnita
Brezal de Gnita (alemán: Gnitaheide, islandés Gnitaheiði) es un lugar mítico de la mitología germana por ser el escenario de la lucha épica entre un héroe y un dragón. Es también el escondite de un tesoro mágico, que luego se va a convertir en el oro del Rin.
El brezal se menciona explícitamente en la Saga völsunga islandesa (Völsungasaga) y en varias partes de la Edda poética, que contiene referencias a la anterior. Los eventos asociados con este brezal también forman parte del Cantar de los Nibelungos (Nibelungenlied) en alemán y de la Thidreksaga en noruego, aunque en esas dos entregas, el lugar no es explícitamente nombrado.
La Saga völsunga, el Cantar de los nibelungos y la Thidreksaga comparten el mismo héroe principal, llamado Sigurd en las versiones escandinavas, y Sigfrido en la versión alemana. En todas las versiones, este héroe mata a un dragón, llamado Fafner o Fafnir en las versiones nórdicas. En la versión alemana, el dragón no es nombrado.
En la Völsungasaga, Fafnir era originalmente un enano, hijo de Hreidmar, y hermano de Regin y Otter. Otter tenía la habilidad de convertirse en una nutria (Otter en alemán, Otur en islandés), y atrapar salmones. Un día, los tres dioses Odín, Loki y Hönir visitan el área. Ven a Otter, lo confunden con una nutria, y Loki lo mata. Hreidmar demanda compensación, y Loki roba un tesoro de oro de un enano llamado Andvari. Al entregarlo a Loki, Andvari maldice el oro. Cuando los tres dioses se van, la familia se pelea por el oro. Los hermanos Regin y Fafnir matan a su padre, después se pelean entre ellos. Fafnir toma todo el oro, se va al Brezal de Gnita, y se convierte en un dragón.
En el Nibelungenlied, no aparecen ni Regin, ni Fafnir en su encarnación de enano, pero también hay dos enanos (Schilbung y Nibelung) que se pelean por el oro. Además, en el Nibelungenlied, la lucha contra el dragón y la adquisición del oro por el héroe son dos motivos separados. O sea, en la versión alemana, no es el dragón que guarda el oro. Los enanos son los Nibelungos.
En ambas versiones, la sangre del dragón tiene propiedades mágicas. En la Völsungasaga, Sigurd toma unas gotas, y eso le hace entender el idioma de los pájaros. En el Nibelungenlied, Sigfrido se baña en la sangre, lo que le hace invulnerable. Hay una sola parte en su espalda donde la sangre del dragón no llega, porque una hoja de un tilo le cae encima. Esa parte, luego, va a ser crucial en el asesinato de Sigfrido por el burgundio Hagen von Tronje. Sigurd, en la versión islandesa, también es asesinado por un burgundio, aunque no por el personaje que corresponde a Hagen (llamado 'Högni' en esa versión), sino por su hermano Guttorm.
Las sagas germanas de esa época contienen muy pocas referencias geográficas. No se sabe si el Brezal de Gnita se refiere a un lugar que realmente existe o existió. Pero una referencia geográfica que todas las versiones comparten es al río Rin. Todos concuerdan que es allí donde el oro se pierde al final. Por eso, es posible que el Brezal de Gnita también indique un lugar en Renania.
Hay dos lugares en Alemania que se llaman Drachenfels (en español, roca del dragón). Uno está ubicado en el estado de Renania del Norte-Westfalia, el otro en el estado de Renania-Palatinado. Ambos podrían ser relacionados con la saga.
El segundo de esos lugares está más cerca a la ciudad de Worms, donde los burgundios estaban establecidos en el siglo V. (Sigurd/Sigfrido visita a los burgundios después, en todas las versiones.) Ninguno de estos dos lugares es literalmente un brezal, pero en el segundo sí crece brezo.